# Ringside

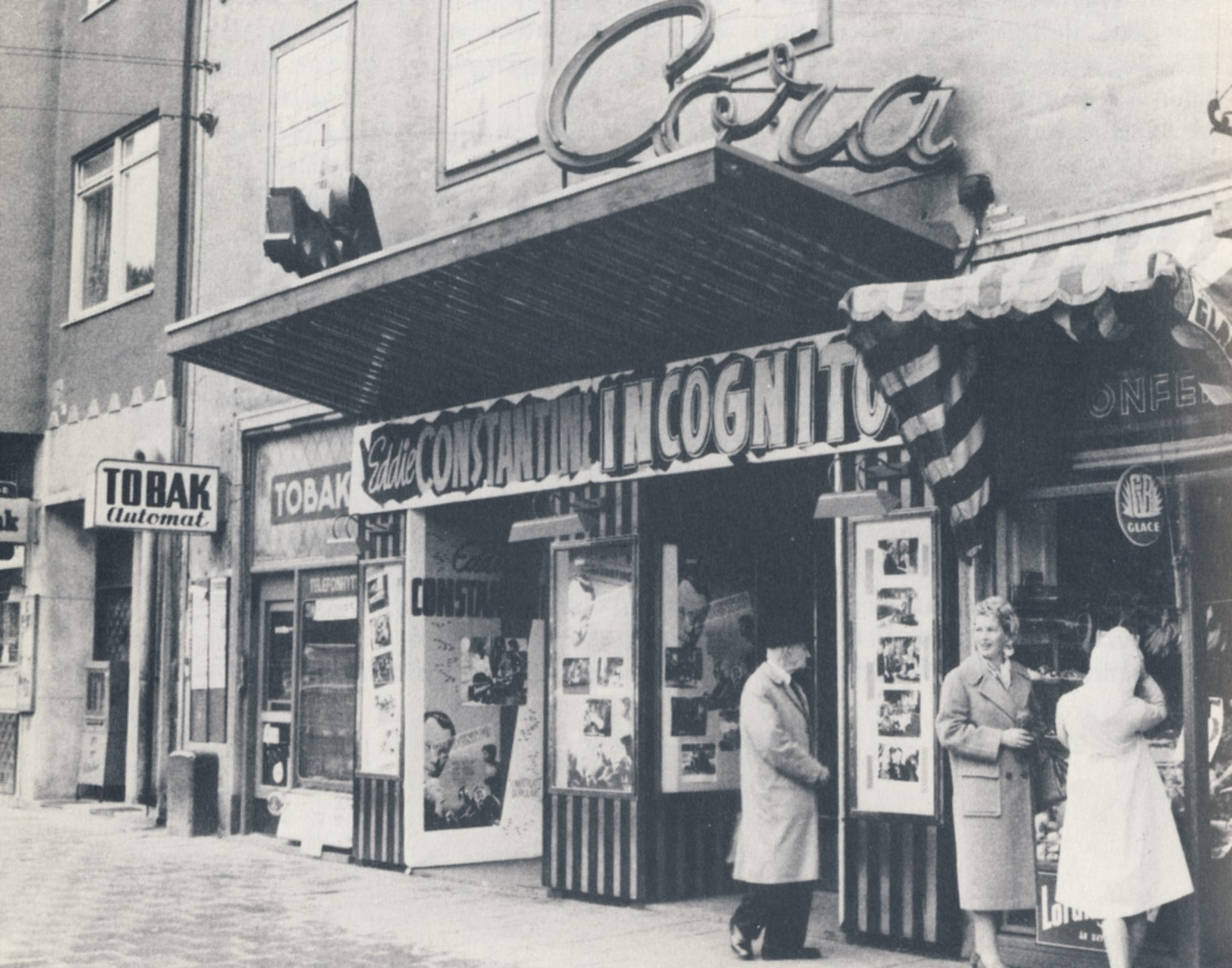
Biografen "Cora" på 1960-talet

Ringside var en biograf vid Götgatan 93 på Södermalm i Stockholm. Biografen öppnade 1926 under namnet Månen. Senare namn var Cora, Ri-Cora och slutligen Ringside 1-2 som lades ner på 1990-talet.

## Historik

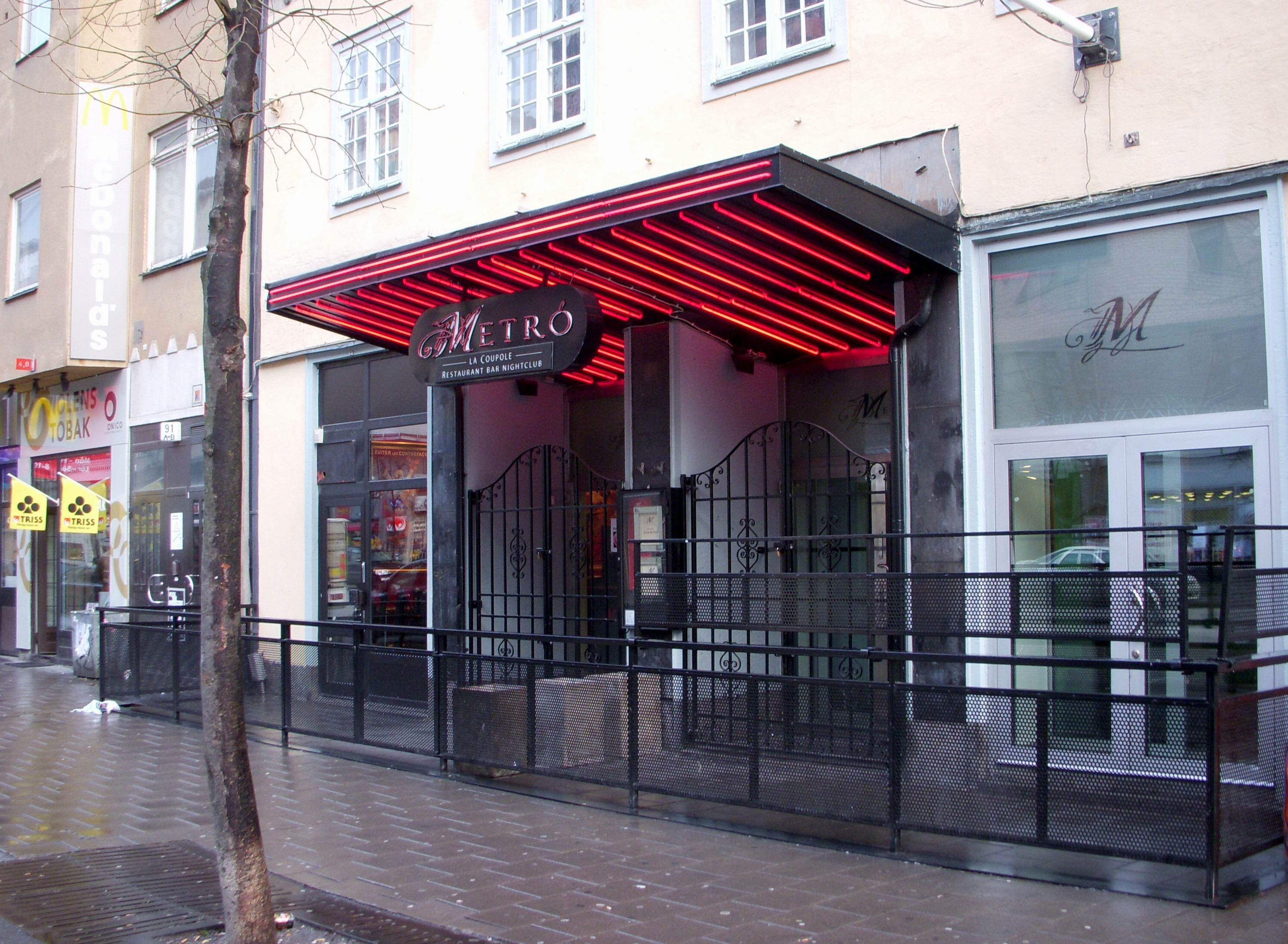
Före detta "Cora" / "Ringside" 2009

Biografen låg mitt emot Ringens köpcentrum, nära Ringvägen och hette Månen när det öppnades på hösten 1926. Salongen var långsmal och hade 339 platser. I början var Månen stumfilms-biograf, men utrustades 1930 för visning av ljudfilm. Efter en ombyggnad 1939 öppnade biografen under namnet Cora, då tillkom, efter tidens biografmode, en baldakin med neonslingor på undersidan och biografens namn Cora i skrivstil på ovansidan. 
År 1967 övertogs Cora av Ri-Teatrarna och fick namnet Ri-Cora. 1973 moderniserades Ri-Cora, men lades ner i juni 1975 för att säljas och bli bingolokal. Av olika skäl gick köpet aldrig igenom utan lokalen stod tom fram till 18 augusti 1979, då Ri-Teatrarna öppnade biografverksamhet igen med premiären på filmen Moonraker. För att få nya verksamheten lönsam hade salongen byggts om till en mindre (salong 1) med 101 sittplatser, och en något större (salong 2) med 148 sittplatser. Maskinrummet hade placerats mitt i den gamla lokalen med projektorerna riktade åt två håll. Maskinisten skötte även vaktmästartjänsten. Det enda spåret av den tilltänkta verksamheten efter Ri-Cora var den färgglada heltäckningsmattan i salong 1 med olika kända spelplaner som hade levererats för, men aldrig använts i den bingohall som inte blev av. Det nya namnet blev Ringside 1-2, en ordlek baserad på att biografen låg "vid sidan av Ringvägen". Ringside övertogs 1983 av Europafilm i och med deras arrende av Ri-Teatrarna, och senare av SF Bio AB med deras köp av Europa Film. 
År 2009 disponerades lokalen av O´Learys Pub och Sportsbar och endast baldakinen påminde om den tidigare biografen. 2020 pryds baldakinen åter av bokstäverna Ri Cora då lokalen nu huserar en asiatisk restaurang vars namn, Ri Cora Restaurang & Bar, är valt för att anknyta till den tidigare biografverksamheten. 